# Evert Johannes Nyström
Evert Johannes Nyström, född 25 september 1895 i Värtsilä, död 13 februari 1960 i Helsingfors, var en finländsk matematiker. 
Nyström blev filosofie doktor 1926, lektor vid Tekniska högskolan i Helsingfors 1929, professor i deskriptiv och projektiv geometri 1937 och var professor i tillämpad matematik från 1944. Hans specialgebit var geometrin, och han utgav ett flertal vetenskapliga undersökningar på detta område. Nyström gjorde en betydande testamentarisk donation till Finska Vetenskaps-Societeten, vars ledamot han var sedan år 1933.